# Tecali
Tecali är en kommunhuvudort i Mexiko.  Den ligger i kommunen Tecali de Herrera och delstaten Puebla, i den sydöstra delen av landet, 130 km öster om huvudstaden Mexico City. Tecali de Herrera ligger 2 175 meter över havet och antalet invånare är 4 508.
Terrängen runt Tecali är varierad. Runt Tecali är det ganska glesbefolkat, med 32 invånare per kvadratkilometer. Närmaste större samhälle är Amozoc de Mota, 17,9 km norr om Tecali. Trakten runt Tecali består i huvudsak av gräsmarker.